# Association sportive Bambey (féminines)
Pour la section masculine, voir Association sportive Bambey.
Actualités
La section féminine de l'AS Bambey est un club féminin de football sénégalais basé à Bambey.

## Histoire
L'AS Bambey est sacré champion de deuxième division en 2023, en battant en finale l'Olympique de Ziguinchor 2-0. Le club est donc promu en première division lors de la saison 2023-2024. Les novices réussissent à participer à la course au titre, ne décrochant que sur la fin de saison face aux Aigles de la Médina, et terminent deuxièmes.

## Palmarès
Championnat du Sénégal (0) :
- Vice-champion en 2024 et 2025

Championnat du Sénégal de deuxième division (1) :
- Champion en 2022-2023